# Nikaragua na Letnich Igrzyskach Olimpijskich 1980
Nikaraguę na Letnich Igrzyskach Olimpijskich 1980 reprezentowało pięcioro zawodników. Był to 4. start reprezentacji Nikaragui na letnich igrzyskach olimpijskich.

## Skład kadry

### Boks
Mężczyźni
- Onofre Ramírez – waga musza – 17. miejsce
- Ernesto Alguera – waga kogucia – 17. miejsce

### Lekkoatletyka
Mężczyźni
- Leonel Teller – 400 metrów przez płotki – odpadł w eliminacjach

Kobiety
- Xiomara Larios – 400 metrów – odpadła w eliminacjach

### Pływanie
Kobiety
- Garnet Charwat

100 metrów st. dowolnym – odpadła w eliminacjach
100 metrów st. klasycznym – odpadła w eliminacjach